# Myron Fohr
Myron Fohr (n. 17 iunie 1912 – d. 14 ianuarie 1994) a fost un pilot de curse auto american care a evoluat în Campionatul Mondial de Formula 1 în sezonul 1950.